# Il gattopardo (sèrie de televisió)
Il gattopardo és una sèrie de televisió italo-britànica de la plataforma Netflix del 2025. Està basada en la novel·la clàssica homònima de Giuseppe Tomasi di Lampedusa. Dirigida per Tom Shankland amb la col·laboració de Laura Luchetti i Giuseppe Capotondi, és la segona adaptació després de la pel·lícula de 1963 de Luchino Visconti. Es va estrenar a Netflix el 5 de març de 2025, amb subtítols en català.
El productor de la sèrie és Fabrizio Donvito en representació d'Indiana Production juntament amb Moonage Pictures. El guió està escrit per Richard Warlow i Benji Walters amb Tom Shankland com a director principal, juntament amb Giuseppe Capotondi i Laura Luchetti. La sèrie és escrita per Paolo Buonvino.
El rodatge va començar el 2023, en ciutats com Palerm, Catània i Siracusa i Roma.

## Argument
Don Fabrizio Corbera, príncep de Salina, sempre ha viscut envoltat de bellesa i privilegis. Però a mesura que la unificació italiana es va consolidant i l'aristocràcia veu amenaçada la seva posició, Fabrizio s'adona que el futur de la família corre perill. Per evitar-ho, ha de forjar noves aliances que posaran a prova tots els seus principis.

## Repartiment
- Kim Rossi Stuart com a Fabrizio Corbera, príncep de Salina (el Guepard)
- Deva Cassel com a Angelica Sedara
- Saul Nanni com a Tancredi Falconeri
- Benedetta Porcaroli com a Concetta Corbera
- Paolo Calabresi com a Pare Pirrone
- Francesco Colella com a Calogero Sedara
- Corrado Invernizzi com a Chevalley
- Astrid Meloni com a Maria Stella, princesa de Salina
- Greta Esposito com a Chiara